# Puntuació en català
Els signes de puntuació serveixen per delimitar les frases i els paràgrafs, estableixen la jerarquia sintàctica de les preposicions per aconseguir estructurar el text, endrecen les idees i les jerarquitzen en les principals i les secundàries.

## Signes de puntuació en català i el seu ús

### La coma
La coma serveix per a indicar una pausa breu en una oració. Se separa del següent caràcter amb un espai en blanc. S'empra per a indicar enumeracions, incisos, ometre el verb o desfer ambigüitats.
- Treballa amb interès, amb passió, sense neguit.

### El punt
Assenyala el final d'una oració i indica una pausa llarga. També s'utilitza per marcar el final d'una abreviatura.
- Fes el que t’ha demanat la mare. Sigues obedient.

### El punt i coma
El punt i coma és utilitzat quan es vol indicar una pausa d''una llargada entre la coma i el punt.
- Decidiu-vos avui; demà pot ser massa tard.

### Els dos punts
S'utilitzen els dos punts per a introduir una enumeració o una citació textual. També s'usen quan es vol posar un exemple.
- Aquestes foren les seves paraules: «Qualsevol atemptat contra la propietat privada serà castigat per la llei.»
- En català, la lletra a, quan s'accentua, sempre duu accent obert: cànem, dormirà, etc

### Els punts suspensius
Els punts suspensius s'utilitzen per a representar la interrupció d'una frase, també representen dubte, reticència o estranyesa.
- Farem el que fem cada divendres: anar a sopar, després al cinema, o a un bar...

### La interrogació
L'utilitzem, al final d'una oració, quan s'està fent una pregunta.
- Com et trobes?

### L'admiració
Es fa servir el signe d'admiració o exclamació quan es vol representar la sorpresa, els crits i les exclamacions. S'utilitza només un i al final de la frase. També, si l'oració ocupa dues línies o més, se'n pot posar un al principi, encara que és poc freqüent.
- Ves amb compte!

### Les cometes
S'utilitzen les cometes per a marcar l'inici i l'acabament d'una citació textual. En català s'utilitzen les cometes «...», anomenades llatines.
- Vaig pensar: «Aquest home és boig.»

### El guió
El guió serveix per a indicar quan es fa un incís en un text. També s'utilitza quan s'indiquen les intervencions d'un personatge en un diàleg.
- —La notícia —digué en Raül— ha estat molt ben rebuda.

### Els parèntesis
S'usen els parèntesis quan es vol afegir informació secundària a un text.
- Aquell mateix any (1931) es va proclamar la república.

### Els claudàtors
Els claudàtors no són gaire freqüents en la llengua catalana, quan s'utilitzen sol ser per a marcar els sons i transcripcions fonètiques i quan es vol ometre contingut en una citació.
- «Trobà la notícia als diaris: la premsa local se’n feia ressò àmpliament. […] Hauria preferit el silenci, que el fet passés desapercebut [...]»